# Пропоксифен
Пропоксифен (дарвоцет, вигезиг) — наркотический анальгетик.
Пропоксифен по своей структуре очень близок к метадону, но обладает более слабым обезболивающим действием и применяется только энтерально. Обезболивающий эффект оказывает только правовращающий изомер.

## Фармакокинетика
Пропоксифен подвергается интенсивному метаболизму при первом прохождении, поэтому его биологическое действие при энтеральном введении проявляется на 30-70 %. Метаболиты пропоксифена выделяются с мочой. Время полувыведения метаболита (норпропоксифена) составляет примерно 23 ч, а самого пропоксифена — 14,6 ч. поэтому при повторных введениях уровень норпропоксифена в крови может оказаться в 4 раза выше, чем самого пропоксифена.

## Использование в клинике
Пропоксифен используют как легкий анальгетик и назначают только энтерально. Его доза 90-120 мг эквивалентна 60 мг кодеина или 600 мг аспирина. Пропоксифен не оказывает противовоспалительного и жаропонижающего действия, противокашлевое влияние незначительно.
Пропоксифен является слабым опиатом, официально предписываемым в некоторых странах для ослабления боли. В качестве анальгетика, он изменяет реакцию человеческого мозга на боль без эффекта анестезии. Пропоксифен также является наркотическим средством и, таким образом, способен к формированию зависимости. В последнее время использование пропоксифена резко снижается, поскольку исследования показали, что он вызывает более сильную зависимость, чем другие аналогичные препараты, представленные на фармацевтическом рынке.
Пропоксифен и декстропропоксифен (Dextropropoxyphene) включен в Списки наркотических средств, Список II и Список III и в Список II Перечня наркотических средств.